# Цветелина Стоянова
Цветелина Стоянова е българска състезателка по художествена гимнастика.

## Биография
Цветелина Стоянова е родена в град София на 13 септември 1994 г. Занимава се с художествена гимнастика от 7-годишна. Първата ѝ треньорка е Антония Николаева, при която печели първия си медал. Приета е в националния отбор за девойки. На 14-годишна възраст става републиканска шампионка под ръководството на Илиана Раева. През 2012 г. претърпява операция след контузия, от която се възстановява дълго. По-късно същата година се явява на тестове за национален отбор-ансамбъл, където е приета. Любимият и уред е въже, обича плуването и бокса. Има брат, който също се занимава със спорт.

## Постижения
- Републиканска шампионка 2008 г.
- Бронзова медалистка на ЕП Торонто 2008 г.